# South Oaks Gambling Screen
El South Oaks Gambling Screen (SOGS) es un cuestionario psicológico empleado para detectar casos de jugadores patológicos en población normal. Sus autores son Lesieur y Blume en el año 1987. Se compone de 20 ítems que se adaptan a los criterios del DSM-III-R para Juego Patológico o Ludopatía. La adaptación española fue realizada por Echeburúa y Báez en 1990.
Hay algunos autores que critican este cuestionario, pues encuentran problemas metodológicos para evaluar determinadas poblaciones, especialmente de menores, debido a que sobredetectan casos, conocidos como "los falsos positivos".
El SOGS es un cuestionario de 20 preguntas, basado en los criterios diagnósticos de juego patológico del DSM-III y del DSM-III-R, que sirve para evaluar la dependencia al juego tanto en sujetos normales como en pacientes. En este artículo se describe la validación de este instrumento en una muestra española, que contó con 72 pacientes aquejados de juego patológico según el DSM-III-R y con 400 sujetos de la población general. Se analizaron las propiedades psicométricas del SOGS en estas dos muestras. El cuestionario mostró una estabilidad temporal y una consistencia interna satisfactorias, así como una validez discriminante, convergente y de constructo adecuada. Se presentan y comentan los resultados obtenidos con el análisis factorial. El SOGS parece un instrumento útil y puede ser de interés para planificar el tratamiento y las investigaciones clínicas.
No es de extrañar que las adicciones a los juegos de azar, haya aumentado en las últimas décadas, la principal circunstancia es un acceso a jóvenes a estos juegos mediante aplicaciones informáticas, lo cual da lugar a un fácil acceso sin control. También el factor de tener un poder adquisitivo mayor que hace tres décadas aumenta este preocupante problema que es la adicción a los juegos de azar.
Mediante este test de SOGS, se puede valorar el riesgo y la posible dependencia existente. También puede acceder al documento de validación de este test, donde se describe un estudio para verificar la capacidad predictiva del Test SOGS.